# Tutelares
Tutelares wird eine Kombination von Skulpturen genannt, die im Norden von Chile etwa 25 Kilometer südlich von Arica nahe der Panamericana an der Kreuzung des Weges nach Ticnamar zu finden ist. 

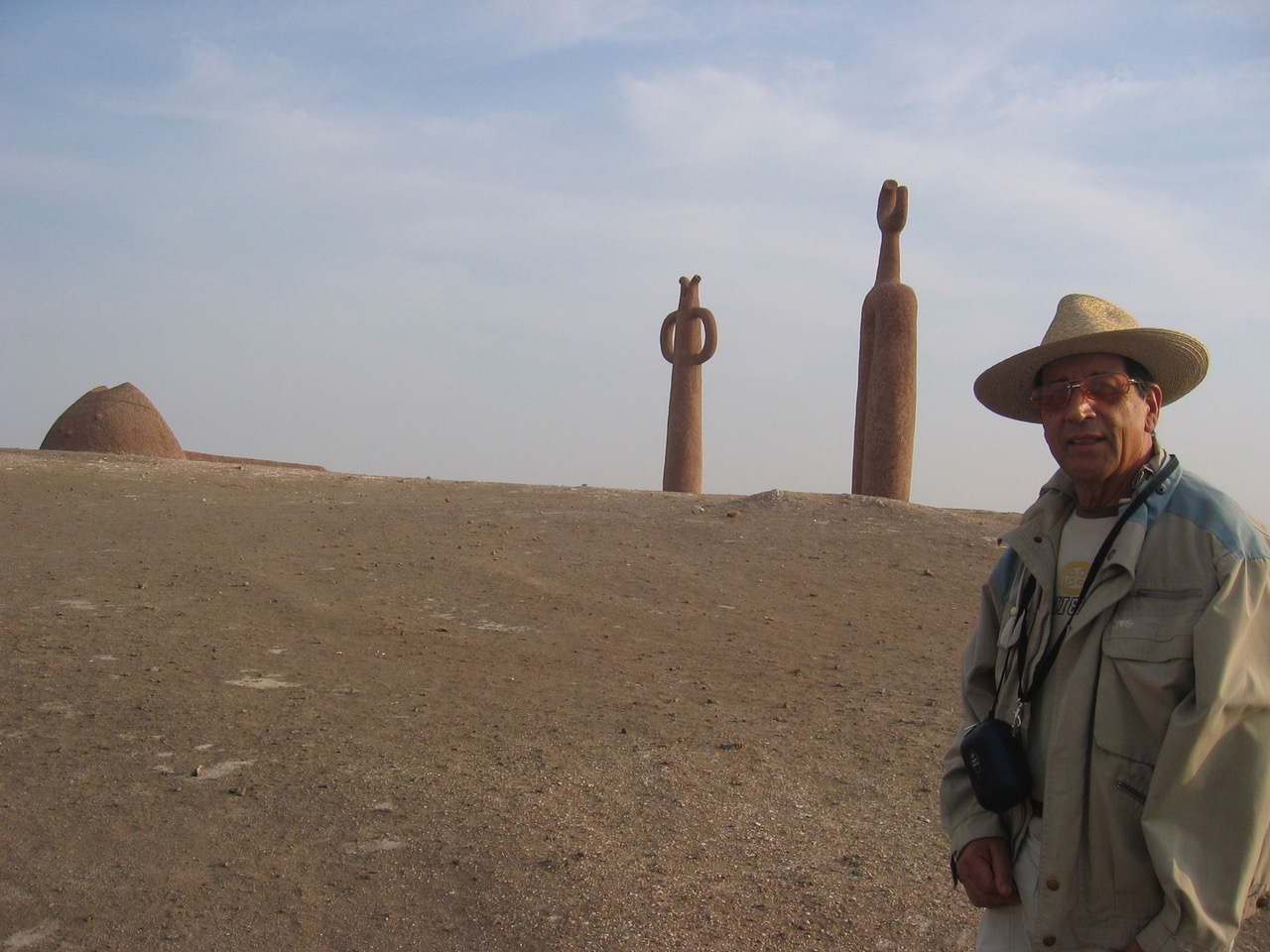
Juan Díaz Fleming vor den Tutelares

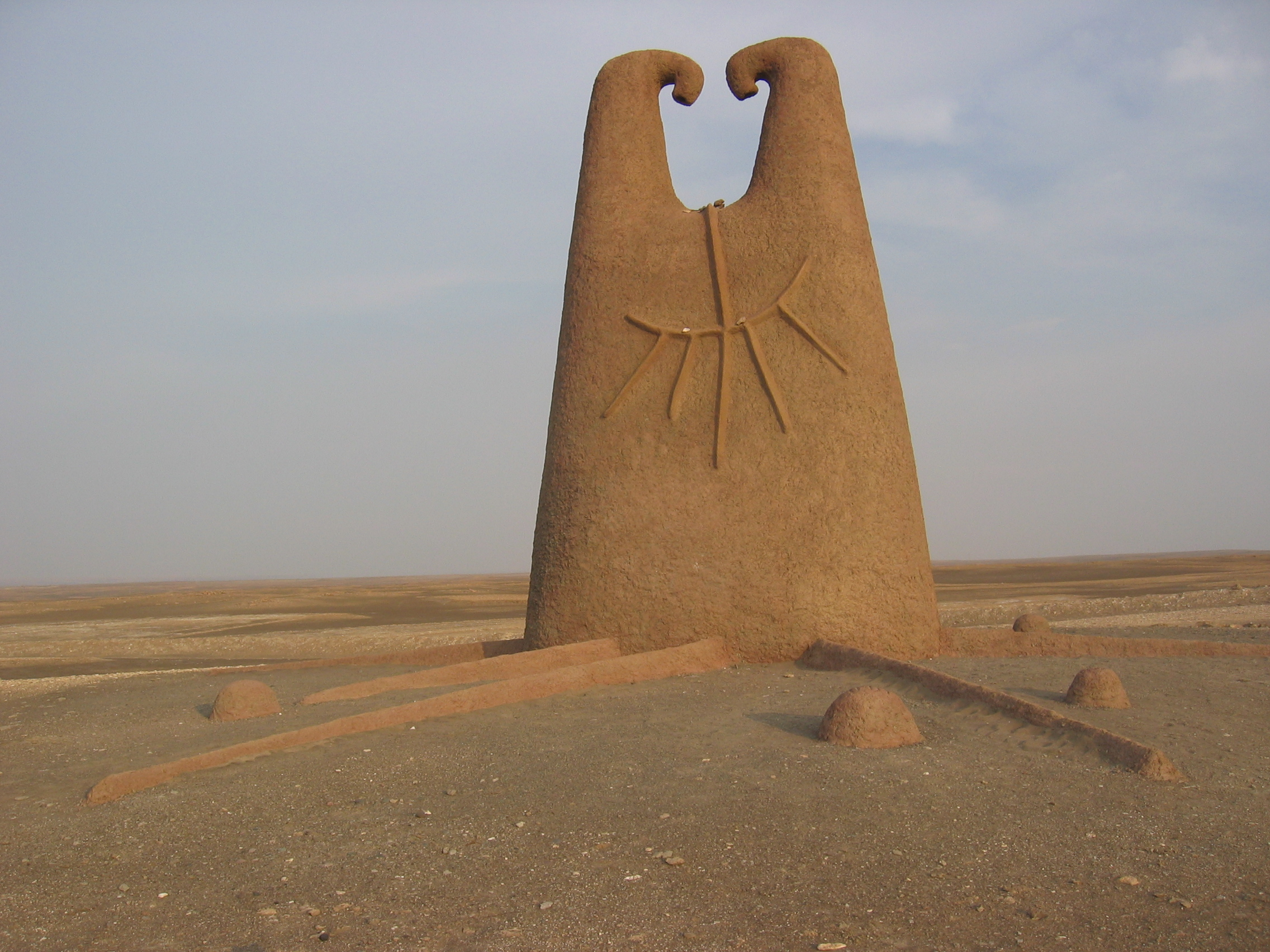
Tutelares Skulptur

Der erste Abschnitt wurde 1997 errichtet. Die Tutelares bestehen aus mehreren Einzelskulpturen, die jeweils zueinander in Beziehung stehen. Die großen Skulpturen sind zwischen acht und neun Metern hoch und zeigen abstrakte menschliche Figuren. Die erste Zweierformation ist den Vorfahren gewidmet und bedeutet eine Huldigung der Völker der Anden. Sie soll kosmische Kräfte symbolisieren, die mitten in der Wüste ohne Technologie stehen und eine Einheit von Kultur und Wüste bilden. In diesem Projekt wird die Verbindung von der Vergangenheit über die Gegenwart zur Zukunft gestaltet.
Die zweite Skulpturenverbindung symbolisiert den Ursprung des Stammes. Hier geht es um die andinische Kosmovision. Die indigenen Menschen des Nordens haben in der Mythologie einen göttlichen Ursprung von Sonne und Mond. Die zweite Skulpturengruppe soll diese Verbindung zwischen Sonne und Mond zeigen, die sich in der Geschichte dieser Region zeigt. Sie sucht nach dem Ursprung des Menschen des Andenhochlandes und deren Niederlassung in der Wüste. Das Zusammenleben mit der Erde, den Tälern und den Bekundungen dieser Zeit in den Geoglyphen und Petroglyphen und dem Zusammentreffen an diesem Ort wird symbolisiert. Die erste dieser beiden ist 6,5 Meter hoch und vier Meter breit, die zweite von gedrungener rundlicher Form ist zwei Meter hoch und hat einen Durchmesser von drei Metern. Diese zweite Etappe des bildhauerischen Schaffens wurde 1999 errichtet.
Beide Skulpturengruppen wurden durch den chilenischen Nationalfonds für die Entwicklung von Kunst und Kultur gefördert und finanziert.
Die gesamten Tutelares wurden vom Künstler und Professor für Bildhauerei und Keramik an der Universität von Arica (Universidad de Tarapacá), Juan Díaz Fleming, geschaffen und realisiert.